# Бдински сборник
Бдински сборник е среднобългарски хартиен ръкопис, съхраняван в Университетската библиотека на град Гент, Белгия.

## Сведения за ръкописа
Не е известно кога и как сборникът е стигнал до Белгия. Бележка в края му сочи, че е преписан през 1360 г. в Бдин за цар Иван Срацимир (владетел на Видинското царство) и съпругата му Анна. Възможно е обаче тази бележка просто да повтаря изчезнал първообраз, а пазеният в Гент ръкопис да датира, съдейки по водните знаци на хартията му, от XV век.
Сборникът изглежда е бил предназначен за четиво на царицата, понеже се състои от жития изключително на жени-светици (16 на брой). В него се намира и най-ранният познат текст на поклонническия пътепис „Слово за Светите места в Ерусалим“ („Слово w мѣстѣх стых ѩже вь Јерслмь“). Пътеписът е свързан както с латинската традиция, така и с византийски поклоннически описания от XII – XIII век. По съдържанието му личи, че неговият автор не е бил добре запознат с палестинските забележителности. Превелият го на френски Иван Мартинов и Боню Ангелов подчертават самостоятелния му характер. Немският славист Клаус-Дитер Земан допринася за изясняване на неговите източници, а Светла Гюрова го превежда на новобългарски език.

## Пълни издания на сборника
- Bdinski Sbornik: Ghent Slavonic MS 408, AD 1360 (ed. Dujčev, I.). London, 1972 [фототипно издание]
- Bdinski Sbornik: An Old-Slavonic Menologium of Women Saints, AD 1360 (edd. Schärpe, J. L., F. Vyncke). Bruges, 1973 [печатно издание на текста]

## Изследвания
- Петрова, М. Славянски сборници от материчен тип: състав, произход и особености. – Старобългарска литература, 31, 1999, 66 – 83
- Гагова, Н. Владетели и книги. С., 2010, 180 – 202
- Sels, L. Early Slavic Hagiography Translation in the Vidin Miscellany. – Comparative Oriental Manuscript Studies Newsletter, 5, 2013, 37 – 40